# Halmfrucht
Halmfrüchte sind alle Getreidearten einschließlich Körnermais, und Gemenge, die mindestens 70 % Getreideanteil haben. Ihr Name stammt von der Eigenschaft, dass ihre Frucht an einem Halm heranwächst.
Der Einordnung der Halmfrüchte steht die der Blattfrüchte gegenüber, welche innerhalb einer Fruchtfolge möglichst abwechselnd angebaut werden sollten.
Beispiele für Halmfrüchte sind Weizen, Hafer, Hirse und andere Gräser.